# NGC 3836
NGC 3836 is een spiraalvormig sterrenstelsel in het sterrenbeeld Beker. Het hemelobject werd op 29 april 1877 ontdekt door de Duitse astronoom Ernst Wilhelm Leberecht Tempel.

## Synoniemen
- MCG -3-30-10
- VV 477
- IRAS 11409-1631
- PGC 36445